# Temps de protrombina

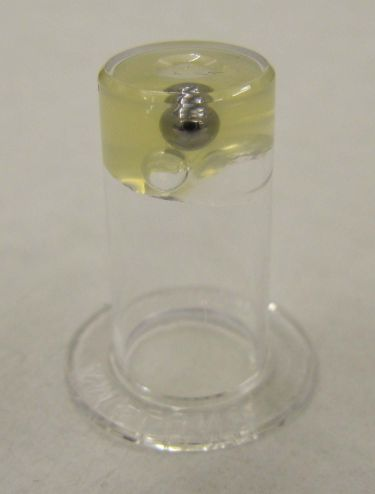
Coagulació del plasma sanguini humà després de l'addició de tromboplastina. Es forma una estructura semblant a un gel que és prou forta com per subjectar una bola d'acer.

El temps de protrombina (TP), juntament amb l'INR (de l'anglès international normalized ratio), són anàlisis que avaluen la via extrínseca i la via comuna de coagulació. S'utilitza per determinar la tendència de coagulació de la sang, la mesura de la dosi de warfarina o acenocumarol (Sintrom®) a administrar, el dany al fetge i l'estat de la vitamina K. El TP mesura els següents factors de coagulació: I (fibrinogen), II (protrombina), V (proaccelerina), VII (proconvertina) i X (factor Stuart-Prower).
El TP s'utilitza sovint conjuntament amb el temps de tromboplastina parcial activat (PTTa) que mesura la via intrínseca i la via comuna de coagulació.